# Stadion im. Atatürka w Izmirze
Stadion im. Atatürka w Izmirze (tur. İzmir Atatürk Stadyumu) – stadion piłkarski w Turcji w Izmirze. Mecze rozgrywa na nim Göztepe A.Ş. oraz reprezentacja Turcji.